# Archischoenobius
Archischoenobius és un gènere d'arnes de la família Crambidae descrit per Speidel el 1984. Les espècies actualment descrites són endèmiques de la Xina.

## Taxonomia
- Archischoenobius minumus Chen, Song & Wu, 2007
- Archischoenobius nanlingensis Chen, Song & Wu, 2007
- Archischoenobius nigrolepis Chen, Song & Wu, 2007
- Archischoenobius pallidalis (South in Leech & South, 1901)